# Opus spicatum
Opus spicatum (od lat. spica – klas) je latinski naziv za gradnju u opeci slaganoj „na nož“ koja tvori motiv „riblje kosti“. 
Vrlo se često primjenjivao u zidanju podova ili dna piscina (bazena za vodu).
Čest je i u srednjem vijeku, osobito u Bizantu, a koristio ga je, primjerice, Filippo Brunelleschi prigodom gradnje Firentinske katedrale.

## Uporaba
Njegova je uporaba općenito bila dekorativna i najčešće je služio kao pločnik, iako se također koristio kao uzorak ispune u zidovima, kao u upečatljivoj bazi nasipa koji vodi do tornja vrata u dvorcu Tamworth. Osim ako elementi ne teku vodoravno i okomito, inherentno je slab, budući da kosi kutovi elemenata teže horizontalnom širenju uzorka pod pritiskom.
Tip konstrukcije stalno je korišten u rimskim, bizantskim i romaničkim radovima, a u potonjem se smatrao testom vrlo ranog datuma. Često se nalazi u bizantskim zidovima u Maloj Aziji, a u bizantskim crkvama korišten je u dekorativne svrhe za davanje raznolikosti zidnoj površini.

### Stražnji zidovi ognjišta
Izrada riblje kosti, posebno u kamenu, također se koristi za izradu stražnjih zidova u kamenim ognjištima. Kiseli dimni plinovi skloni su korodiranju vapnenog morta, tako da bi fino postavljena riblja kost mogla ostati netaknuta uz minimalnu upotrebu morta. Dvorac Usk ima nekoliko dobrih primjera. Uzorak riblje kosti stvara suprotne ravnine ravnina smicanja, povećavajući relativnu površinu i stoga ga čini sigurnijim dizajnom za mort i ciglu.

## Primjeri
Metodu riblje kosti koristio je Filippo Brunelleschi u izgradnji kupole katedrale u Firenci (Santa Maria del Fiore).
Primjeri u Francuskoj postoje u crkvama u Querquevilleu u Normandiji i St Christophe u Suèvresu, obje datiraju iz 10. stoljeća, au Engleskoj se zidanje od riblje kosti nalazi u zidovima dvoraca, kao što su Guildford, Colchester i Tamworth, kao i dvorac Usk u Walesu.
Zidanje u obliku riblje kosti također je bilo obilježje neogotičke arhitekture

## Vanjske poveznice
- Postavljanje opeka u tehnici opus spicatum